# Katarkigudlanur, Koppal
Katarkigudlanur là một làng thuộc tehsil Koppal, huyện Koppal, bang Karnataka, Ấn Độ.